# Evening Machines
Evening Machines è il sesto album in studio del cantautore sudafricano-statunitense Gregory Alan Isakov, pubblicato nel 2003.

## Tracce
Testi e musiche di Gregory Alan Isakov (tranne se diversamente indicato).
1. Berth – 4:53 (Gregory Alan Isakov, Ilan Isakov, Steve Varney)
2. San Luis – 4:32
3. Southern Star – 2:19
4. Powder – 3:12
5. Bullet Holes – 3:29
6. Was I Just Another One – 2:57
7. Caves – 4:49 (Gregory Alan Isakov, Ron Scott)
8. Chemicals – 3:19
9. Dark, Dark, Dark – 2:59
10. Too Far Away – 3:24
11. Where You Gonna Go – 4:01
12. Wings in All Black – 3:43